# Alchemilla jaquetiana
Alchemilla jaquetiana es una especie de planta del género Alchemilla, perteneciente a la familia Rosaceae.

## Taxonomía
Alchemilla jaquetiana fue descrita por Robert Buser en 1902.

## Distribución
Se encuentra en el territorio de Suiza.